# Мокрени (дем Суровичево)
 Тази статия е за селото в Гърция.  За селото в Северна Македония вижте Мокрени (община Чашка).  
Мо̀крени или Мо̀крене (на гръцки: Βαρικό, Варик̀о, катаревуса: Βαρικόν, Варик̀он, до 1926 година Μόκρενη или Μόκραινα, Мокрени, Мокрена) е село в Гърция, дем Суровичево (Аминдео), област Западна Македония.

## География
Родованските, Лековитата вода, Белите камейна, Трите ридия, Джаферова чешма, Шундовица, Зайчер, Градища, Слечи гъз, Уши, Лесковица, Врабчин, Рупата, Льоджов камен, Николова дупка, Стижейте, Шалтуров трап, Танасов, Писоците, Белева река, Мискен, Кеременицата.
Селото е разположено на 65 километра южно от град Лерин (Флорина) и на 21 километра западно от Кайляри в най-западната част на котловината Саръгьол близо до Руднишкото езеро в източното подножие на планината Мурик (Мурики). Селото е заобиколено амфитеатрално от верига планини: на север и северозапад е Върбица (Вербиста), на изток Стената (Калето) и на югозапад Шундовица. На изток граничи с Рудник и Врабчинското езеро, на югоизток с Палеор (Палиохори) и Лъка (Милохори), на запад с Клисура и на север с Лехово. Проходът, през който минава шосето към Костур се нарича Уши, а този за Кайляри - Синоро или Старио Дервен. От местността Изворките извират няколко поточета като Малката и Големата Гури, които образуват постоянна река, която изтича към Дервено и село Конуй. По реката в края на XIX век има десетина воденици.
Селото има две махали горната Гилевска (Γκιλέφσκα Μάλα) и Долна (Ντόλνα Μάλα).
Северно от селото минава клисурската река Ройба (от 1969 година Мелисорема,) която североизточно от Мокрени се влива в Белевата река.

## История

### В Османската империя
В местността Градище има останки на къщи и църкви.
Селото се споменава за пръв път в османски дефтер от 1481 година под името Мокрени с 69 домакинства.
Местни легенди, разказвани от дедо Мутавчията от Гочевата фамилия гласят, че селото е пет пъти опожарявано от турците. Двама братя мокренци Васо и Колукотрон избили за кратко време най-лошите турци нощем по чуждите синори и станали хайдути. Така в местността Васков извор убили от засада петима турци от Мокрени. На оплакванията от Костур отговорили, че трябва да бягат от гяурското село и така Мокрени се очистило от турци и избягалите по другите села български семейства се завърнали. Най-стари фамилии в селото са Янови (Яновци), Новачкови, Шапазови, Шопови или Миджайкови, Самарджиеви. Галевци са по-късни заселници от Пелка от Арнаутлука.
В началото на XIX век френският консул при Али паша Янински Франсоа Пуквил отбелязва Мокрена (Mocrena) като едно от селата, обитавани от българи.
Селото традиционно гравитира към Костур, а не към Лерин и в края на XIX век е част от Клисурската нахия на Костурска каза. Александър Синве („Les Grecs de l’Empire Ottoman. Etude Statistique et Ethnographique“), който се основава на гръцки данни, в 1878 година пише, че в Мокрина (Mokrina), Костурска епархия, живеят 900, а в Мекрани (Mékrani), Мъгленска епархия, живеят 540 гърци. В „Етнография на вилаетите Адрианопол, Монастир и Салоника“, издадена в Константинопол в 1878 година и отразяваща статистиката на населението от 1873 г., Мокрени (Mokreni) е показано като село с 90 домакинства с 260 жители българи.
Поминъкът на селяните е земеделие, скотовъдство и градинарство. Земеделието успява само да задоволи нуждите на селото. Условията за скотовъдство обаче са много добри и до 1903 година в Мокрени има над 2500 глави едър рогат добитък и 5-6 000 овце и кози. Селото е прочуто с пиперките и зелките си, както и едрия мокренски боб. Част от мокренци традиционно ходят на гурбет.

#### Българско просветно дело
Първият български учител в Мокрени е Вангел от Загоричани, гръцки възпитаник, който в 1878 година започва да учи тайно децата на българската азбука. След него преподава брат му Георги, а след него и даскал Никола Тошев от Зелениче (1883/1884) и Стефан Делев от Върбени. Това тайно преподаване продължава до 1891 година. На 11 май 1892 година, денят на Светите братя Кирил и Методий, на годишния акт на училището е прочетено заявлението до валията и министерството на просветата, с което Мокрени отхвърля ведомството на Вселенската патриаршия и минава под това на Българската екзархия. Основни двигатели на българското дело в селото са Симеон Сиин, подготвил работата с турското министерство, учителят Делев, Шутото Стоянков, Пети Нанов, Христо Марков, Димитър Стоянов.
Атанас Шопов посещава Мокрени и в 1893 година пише:
| „ | Рядко са селата, които се радват на такова хубаво местоположение като Мокрени. Това е същ амфитеатър... Мокрени от две-три години насам е заночнало да учи децата си на български; по-напред гръцкият език е властвал и в църквата и в училището. Припознало е ведомството на Екзархията от две години. Училищно здание си имат доста добричко и учителят им Делев е добър и скромен труженик в полето на просвещението и народното съзнание. | “ |

В 1900 година според Васил Кънчов („Македония. Етнография и статистика“) в Мокрени живеят 1180 българи християни.
На Етнографската карта на Битолския вилает на Картографския институт в София от 1901 година Мокрени е чисто българско село в Костурската каза на Корчанския санджак със 183 къщи.
До 1903 година селото има около 250 чисто български къщи с около 2000 души население.
В началото на 1904 година турските власти не допускат учителя Иван Данаилов от Българска Блаца да отвори българско училище в селото.

#### Революционни борби и Илинденско-Преображенско въстание
Никѫдѣ, можеби, не се дадоха толкова жертви, колкото даде нашето село... Слѣдъ отстѫпването на четитѣ отъ Върбица, нашиятъ войвода със своята чета остана да се върти около селото. Позициитѣ му бѣха такива, че отъ всѣкѫдѣ войската ги владѣеше. При сражението на Врабчинската планина той изгуби половината си четници, 17 души от които отъ нашето село. А въ сражението при св. Илия се убиха 7 души селяни. Въ деньтъ, когато изгорѣ селото ни, убиха други 35 души селяни, между които и една жена... На 14 август, когато войскитѣ наближаваха да стигнатъ Върбица, башибозукъ отъ Палеоръ откара селскитѣ ни овци, на брой 730 глави. На другия день башибозукъ отъ цѣлата Кайлярска каза се готвѣше да нападне селото ни още въ тъмни зори. Само 10 души селяни имахме орѫжие. Ние заехме позиции въ черквата и около нея. Населението се прибра въ мънастиря св. Богородица подъ Клисура. Макаръ и малцина, нъ ние държахме сражение цѣли нѣколко часа и не допуснахме на башибозука да влѣзе въ селото, ала патронитѣ ни се свършиха и ние бѣхме принудени да се отеглим въ мънастира. Башибозукътъ влѣзна въ селото, ограби 10-ина кѫщи и изгори само двѣ. Сѫщиятъ день военниятъ командантъ Етхемъ паша повика въ Клисура двадесетъ мѫже от нашитѣ селяни и имъ съобщи, че султанътъ опрощава нашето село, като сѫщеврѣменно ги подкани да се върнатъ заедно съ избѣгалитѣ въ мънастира. Наистина, нѣкои се завърнаха въ селото. В сѫботата новъ башибозукъ нападна селото. Оплакахме се на команданта въ Клисура. Той ни изпрати едно заптие да ни пази. До като заптието се разправяше съ башибозука, войски слѣзнаха отъ Клисура съ горска артилерия и почнаха да бомбардиратъ селото. Селяните, които бѣха се завърнали въ селото и бѣха се изпокрили отъ башибозука, сега уплашени отъ топовнитѣ залпове, удариха на бѣгъ. Съ непрѣкъснати пушечни залпове войски и башибозукъ се втурнаха въ селото и подкачиха да ограбватъ и подпалватъ една по една кѫщитѣ. Изгориха ни 174 кѫщи, отдѣлно и толкова плевни. Откараха ни всичкия селски добитъкъ. Отпослѣ въ селото намѣрихме 38 души пронизани съ куршуми. Повечето отъ убититѣ бѣха старци на по 70-80 години. Сѫщия день отъ страхъ умрѣха въ мънастиря 4 жени, нъ самиятъ мънастиръ остана незасѣгнатъ прѣзъ всичкото врѣме на нашето тамъ прѣстоявание. Само нѣколко дни слѣдъ като селото ни изгорѣ, въ мънастиря дойдоха единъ полицейски и един мюлязиминъ съ войски, поканиха населението да излѣзе и да тръгне за Клисура. По пѫтя за Клисура войскитѣ съблѣкоха и мѫже и жени и закараха ни право въ правителствения домъ, дѣто стана прѣброявание на мѫжетѣ.
Още в 70-те години революционното движение се появява в Мокрени. Туши Сиен и Георги Бобищено са доброволци в Черногорската армия в Сръбско-турската война в 1876 година и в Руско-турската война в 1877 - 1878 година. Мити Дончев и Коста Шапазов участват в Гръцкото въстание в Македония в 1878 година като хайдути. В 1879 година Яни Бицов Лошйо и Начо Ников са четници на Стефан Николов, като в четата му влизат и Христо Шотов и Никола Филов от Загоричани и Павли Капитан.
Основите на мокренския комитет на Вътрешната македоно-одринска революционна организация са поставени през 90-те години от Марко Касабов от Конуй и Димитър Стоянов Бодос от Мокрени, които с редовни паспорти се връщат от Свободна България и основават революционен комитет. Начело застава Симеон Сиин. В 1897 година селото е посетено от войводата Марко Лерински.
В 1902 година в селото пристигат легално Никола Андреев, назначен за мокренски районен войвода и Иван Попов и Георги Папанчев, също войводи на райони в Костурско. Андреев формира чета от 10-15 души, базирана в Мокрени, с която обикаля района и подготвя въстание. В началото на 1903 година в селото пристига и Борис Сарафов с голяма чета от 100 души.
Създаденият Мокренски център включва селата Мокрени, Лехово, Клисура, Лъка, Палеор, Ракита, Конуй и Рудник.
| Ръководители на Мокренския център | Ръководители на Мокренския център                    |
| Име                               | Длъжност                                             |
| --------------------------------- | ---------------------------------------------------- |
| 1. Никола Андреев                 | районен войвода                                      |
| 2. Симеон Костов Сиин             | центров началник                                     |
| 3. Георги Тасев Реджо             | селски войвода                                       |
| 4. Иван Папастерев                | председател на селския комитет                       |
| 5. Пети Нанов                     | член на комитета                                     |
| 6. Фоти Дуев                      | член на комитета                                     |
| 7. Шишко Стандев                  | член на комитета и отговорен по доставката на оръжие |
| 8. Туши Чочев                     | член на комитета и отговорен по доставката на оръжие |
| 9. Ицка Ташов                     | десетник                                             |
| 10. Ташула Ничев                  | десетник                                             |
| 11. Аргир Колянов                 | десетник                                             |
| 12. Вани на Кърата                | десетник                                             |
| 13. Коли Папатипов                | десетник                                             |
| 14. Наси Гящов                    | десетник                                             |
| 15. Георги Ив. Папастерев         | десетник, загинал на Свети Илия на 21 юли            |

Мокренци участват активно в Илинденско-Преображенското въстание - 74 мокренци участват във въстанието със свое оръжие. В революционните борби участват още и Стефан Ив. Тасев, терорист в Одринско в 1896 - 1898 година, взел участие във въстанието заедно с Димитър Стоянов, Стоян Ников и Дини Андреев с големия отряд на Христо Чернопеев, сражавал се при Голак, Китка и Султан тепе. В 1903 година Никола Диманин взима участие в четата на Гоце Делчев, а Стерьо Диривингов и Кръстю Биралчанов са четници при Яне Сандански.
Куриерът от щаба, носещ съобщението за обявяване на въстание, пристига в Мокрени вечерта на 21 юли 1903 година. Сутринта на 22 юли в подножието на Шундовица Никола Андреев раздава патроните на мокренската чета, наброяваща 74 души, и я повежда на запад към Клисура, като заемат голия връх Свети Илия. Знамето на четата е ушито от учителката Мария Вангелова - червено с от едната страна извезан златен лъв, а от другата надпис „Свобода или смърть“. Знаменосец е Картела Тегов Пачин. Срещу мокрнци тръгва клисурският мюдюрин със 150 души войска. В помощ на турците идва и гръцка чета от 50 души, начело с гъркоманина Вангели. След двучасово сражение мокренци са принудени да отстъпят като дават 1 ранен и 7 убити - мокренците Георги Папастерев, Гели Тегов Пачин, Христо Н. Матин, Тоди Михалин, Динчи на Уанката, както и конуйците Симо Хр. Касабов и Наси Пульов, погребани в двора на църквата „Свети Илия“ на върха.
На следния ден Мокренската чета заедно с четите на Васил Чекаларов и Иван Попов влиза без съпротива в Клисура.
| Четниците в Мокренската чета, участвали във въстанието | Четниците в Мокренската чета, участвали във въстанието |
| Име                                                    | Забележка                                              |
| ------------------------------------------------------ | ------------------------------------------------------ |
| 1. Ицо Ташов                                           |                                                        |
| 2. Дини Тасев                                          |                                                        |
| 3. Коли Динев                                          |                                                        |
| 4. Вани Козаров                                        |                                                        |
| 5. Наси Шапазов                                        |                                                        |
| 6. Мити Ильовчето                                      |                                                        |
| 7. Гели Гърчев                                         |                                                        |
| 8. Симо Умчев                                          |                                                        |
| 9. Христо Нан. Тасев                                   |                                                        |
| 10. Мити Стоянков Шутаро                               |                                                        |
| 11. Мино Андонов Пеев                                  |                                                        |
| 12. Коли Богданов                                      |                                                        |
| 13. Митлето Шапев                                      |                                                        |
| 14. Мити К. Папастерев                                 |                                                        |
| 15. Тодор (Тоди) Михалин                               | загинал на Свети Илия на 21 юли                        |
| 16. Мити Ильов                                         |                                                        |
| 17. Вуйче Ильо                                         |                                                        |
| 18. Стефо Ильо Мишов                                   |                                                        |
| 19. Цили Димбарчев                                     |                                                        |
| 20. Петруши Т. Сиин                                    |                                                        |
| 21. Таси Сиин                                          |                                                        |
| 22. Симо на Стафер                                     |                                                        |
| 23. Картела Т. Пачин                                   | знаменосец                                             |
| 24. Георги Т. Пачин                                    |                                                        |
| 25. Мити Йотев                                         |                                                        |
| 26. Дини (Динчи) на Уанката                            | загинал на Свети Илия на 21 юли                        |
| 27. Христо Коли (Николов) Матин                        | загинал на Свети Илия на 21 юли                        |
| 28. Георги Ташовски                                    |                                                        |
| 29. Аргир Начев                                        |                                                        |
| 30. Георги Попданаилов                                 |                                                        |
| 31. Наси Гърчев                                        |                                                        |
| 32. Наки Видин                                         |                                                        |
| 33. Наки С. Андреев                                    | десетник                                               |
| 34. Таси Ицков                                         | сигналист-буризан                                      |
| 35. Индрия Бабаденин                                   |                                                        |
| 36. Мино Колишанов                                     |                                                        |
| 37. Кузма Тарелемов                                    |                                                        |
| 38. Джорджи Каравлаов                                  |                                                        |
| 39. Колю от Рудиница                                   |                                                        |
| 40. Туши Михов                                         |                                                        |
| 41. Христо Данчев                                      |                                                        |
| 42. Марко Киров                                        |                                                        |
| 43. Мино Колянов                                       |                                                        |
| 44. Коли Кондев                                        |                                                        |
| 45. Гели Чочев                                         |                                                        |
| 46. Тани Качев                                         |                                                        |
| 47. Гели Качев                                         |                                                        |
| 48. Георги Каравлаов                                   |                                                        |
| 49. Симо Кота Ройдин                                   |                                                        |
| 50. Петруши Рендев                                     |                                                        |
| 51. Дини Шутев                                         |                                                        |
| 52. Гелчи Гелев                                        |                                                        |
| 53. Павлето Х.                                         |                                                        |
| 54. още няколко души                                   |                                                        |

На 28 август 1903 селото е опожарено до основи от турските войски и стотици мокренци емигрират в България. Според сведение на ръководителите на Илинденско-Преображенското въстание в Костурско Васил Чекаларов, Лазар Поптрайков, Пандо Кляшев, Манол Розов и Михаил Розов, изпратено до всички чуждестранни консулства в Битоля на 30 август 1903 в Мокрени изгарят всички 200 къщи и са убити около 300 души. Още на 23 юли са убити кметът Наки Калоянов и тримата му съветници Геле Динев, Дине Велков и Петре Андреев, а след това селянките Стана Лазарова, Маса Гящева, Катерина Поптипева и Тина Шапева. Четниците Аргир Динев, Ицо Попгеоргиев, Кота Ташев, Дине Ташев, Геле Гелев, Георги Тасев, Дине Тасев, Ване Козар, Гире Гящев, Таси Тодев, Георги Попстериов, Наки Петрев, Мити Стоянов, Стоян Мишев, Георги Коста, Мити Йотев, Вани Йотев, Туши Гогев, Ицо Мата, Дони Нашов, Геле Пачов, Ване Хаджиев, Тоди Михайлин, Симо Донев и Георги Попданаилов загиват в сраженията при Врабчинско езеро и край Клисура. На 15 август са убити следните жители:
| 1.  | Наси Калоянов | 20. | Геле Димана     |
| 2.  | Никола Котев  | 21. | Коли Мата       |
| 3.  | Мити Тасев    | 22. | Мити Нашов      |
| 4.  | Нено Митрев   | 23. | Василица Бачова |
| 5.  | Пети Дуков    | 24. | Христо Нанов    |
| 6.  | Кота Гърчев   | 25. | Тасе Христов    |
| 7.  | Дони Ников    | 26. | Наси Пуфе       |
| 8.  | Симо Ников    | 27. | Васил Щерев     |
| 9.  | Наси Гящев    | 28. | Мине Нанов      |
| 10. | Таси Манов    | 29. | Стоян Типов     |
| 11. | Коли Кондев   | 30. | Ильо Ташев      |
| 12. | Васил Николов | 31. | Мити Котев      |
| 13. | Жельо Ицков   | 32. | Къце Котев      |
| 14. | Марко Шапев   | 33. | Мити Сити       |
| 15. | Васил Стефов  | 34. | Мара Нашева     |
| 16. | Типо Илков    | 35. | Алекси Динев    |
| 17. | Таси Мишев    | 36. | Зоя Ташева      |
| 18. | Мито Гогов    | 37. | Свещеник Данаил |
| 19. | Нацо Бочев    |     |                 |

#### След въстанието
Жителите на изгореното село намират убежище в Клисура. През ноември 1903 година те са посетени от българския владика Григорий Пелагонийски, който раздава помощи на пострадалото население. След въстанието и последните останки от гъркомания в селото са ликвидирани и всички мокренци признават Екзархията.
Значителна част от мокренци след въстанието емигрират - 70 фамилии във Варна, 10-15 в София, а също така и 10-20 фамилии в САЩ. Някои от мокренци продължават да се занимават с революционна дейност - Никола Костов е четник при Кузо Попдинов в 1905-1906 година, а Никола Богданов при Дзоле Стойчев до 1908 година.
По данни на секретаря на Екзархията Димитър Мишев („La Macédoine et sa Population Chrétienne“) в 1905 година в селото има 1464 жители, всичките българи екзархисти. В селото функционира българско училище.
В 1905 година селото пострадва от гръцки андартски нападения.
Според Георги Константинов Бистрицки Мокрени преди Балканската война има 250 български къщи.
По време на Балканската война 55 души от Мокрени се включват като доброволци в Македоно-одринското опълчение.
На етническата карта на Костурското братство в София от 1940 година, към 1912 година Мокрени е обозначено като българско селище.

### В Гърция
През войната селото е окупирано от гръцки части и остава в Гърция след Междусъюзническата война. Гръцки части нападат българското училище, където трошат училищни пособия и изгарят архивите. Кметът и свещеникът са принуждавани да се откажат от Българската екзархия. Нова вълна от мокренци поемат пътя на емиграцията към свободна България. По време на Първата световна война трима мокренци са доброволци в Партизанската рота, командвана от поручик Никола Лефтеров.
Боривое Милоевич пише в 1921 година („Южна Македония“), че Мокрени има 200 къщи славяни християни. В 1926 селото е преименувано на Варикон. В 1932 година в Мокрени има 195 българогласни семейства. В 1945 година в селото живеят 690 славофони, 200 от които с „негръцко национално съзнание“, 90 с гръцко и 400 с „неустановено национално съзнание“. Секретен доклад на жандармерийския началник в Лерин от април 1940 година посочва Варикон заедно с Екши Су, Загоричани и Буф като едно от селата с най-голяма концентрация на „българомислещи“ в региона.
След разгрома на Гърция от Нацистка Германия през април 1941 година, в Мокрени е образуван клуб на Централния българомакедонски комитет и е създадена чета на българската паравоенна организация Охрана. Активисти на „българския клуб“ са Никола Богданов, Мино Богданов, Таси Тасев, Пети Нанов, Таки Качев, както и работещите в Солун и завърнали се в селото мокренци Ставро Мицев, Димитри К. Сиин, Георги Гърчев и Ицо Караджозов. В клуба с карти са записани 202 местни жители. През май 1944 година жителите на селото се въоръжават, като получават 200 пушки, 2 тежки картечници и една минохвъргачка от германската армия. През лятото на 1944 година 50 комити от Мокрени участват в голямата немска офанзива срещу ЕЛАС в Грамос и Пинд. През юли същата година командирът на контрачетническия батальон в Мокрени Никола Богданов резоръжава частично селото, като приема нареждането на командира на частите на ЕЛАС в планината Синяцко Ипсиландис и предава 100 пушки, картечниците и минохвъргачката. След оттеглянето на германските сили в края на август или началото на септември партизанска единица, начело с Киро Колешов от Екши Су, разоръжава и останалите комити в Мокрени. 
Селото пострадва значително по време на Гръцката гражданска война, в която загиват около 150 жители на селото, а много емигрират.
До 2011 година селото е самостоятелна община в ном Лерин.
Селото традиционно е прочуто със своя висококачествен боб. Всяка година на Успение Богородично – 15 август в Мокрени се провежда Фестивал на боба.
| Име            | Име             | Ново име    | Ново име    | Описание                                                    |
| -------------- | --------------- | ----------- | ----------- | ----------------------------------------------------------- |
| Бука или Мохта | Μπούνια         | Оксия       | Όξυά        | връх в Мурик на Ю от Мокрени (1238 m)                       |
| Лангу          | Λάγκου          | Камбохорафа | Καμποχώραφα | местност на И от Мокрени, по левия бряг на Белева река      |
| Белева река    | Μπέλιβο         | Аспрорема   | Άσπρόρεμα   | река на СИ от Мокрени                                       |
| Лесковица      | Λεσκοβίτσα      | Лептокария  | Λεπτοκαρυά  | река и местност на СИ от Мокрени край Руднишкото езеро      |
| Алеодз         | Τρίλοφον Άλεοτζ | Трилофон    | Τρίλοφον    | връх на СИ от Мокрени (1102 m)                              |
| Врабчин        | Βραψίνα         | Химади      | Χειμάδι     | бивше село на СИ от Мокрени, на ЮЗ бряг на Руднишкото езеро |

Преброявания
- 1913 – 764 жители
- 1920 – 735 жители
- 1928 – 924 жители
- 1940 – 1247 жители
- 1951 – 798 жители
- 1961 – 863 жители
- 1971 – 799 жители
- 1981 - 811 жители
- 1991 - 809 жители
- 2001 - 698 жители
- 2011 - 638 жители

## Фамилни имена на родовете от Мокрени
- Андрееви, Бауткини, Бечови, Биралчови, Бицови, Бичинови, Богданови, Вангелови, Видини, Василчини, Васкови, Васкулеви, Гарови, Гелеви, Гочеви, Гогеви, Гякеви, Гяшкчеви, Гърчеви, Данаилови, Данчеви, Дервингови, Джаджови, Диманини, Димабрчеви, Диневи, Дончеви, Дукови, Зусеви, Ильови, Качеви, Коджабашеви, Кирови, Козареви, Колишанови, Колянови, Кондови, Костови, Къртови, Къцеви, Лазови, Ламбови, Маджарови, Манови, Матини, Миджайкови, Милеви, Митеви, Михалини, Михови, Мишеви, Нанови, Нацеви, Начеви, Нашови, Накови, Ничови, Новачкови, Пандезиеви, Папазови, Пульови, Пържинови, Ралчеви, Рапови, Рендеви, Ройдени, Самарджиеви, Сиини, Спирови, Стандеви, Стаферови, Стеряйкови, Стоянкови, Сускини, Терелемови, Тасеви, Тушилеви, Терзиеви, Тушеви, Унчеви, Фотеви, Чобанови, Чочови, Шапазови, Шапаскини, Шапеви, Шопови, Шпиртови, Шуртеви, Ицкови, Йотеви, Камакалови, Каравлаови, Карагьозови, Папастереви, Пасковичени, Пачини, Пееви, Поптипови, Щереви, Янови, Янкови, Янулеви.[47]

## Личности
В Мокрени са родени редица видни български дейци, сред които най-известни са българският историк и публицист Никола Милев (1881 - 1925), комунистическият деец Анастас Симеонов (1891 - 1958), българските революционери Никола Андреев (1879 - 1911), Георги Тасев (? - 1903), Димитър Стоянов и други, както и гръцката и българска партизанка Катина Андреева (1928 - 1949). Българският художник Владимир Гоев (1925 - 2013) е по произход от Мокрени.